# 회전혼합
회전혼합은 하나의 면에 두 가지 이상의 색을 붙인 후 빠른 속도로 회전하여, 그 색들이 혼합되어 보이는 현상이다. 영국의 물리학자인 제임스 클러크 맥스웰이 발견해 회전판의 회전, 혼합되는 색을 명도와 채도가 색과 색 사이의 정도로 보인다. 평균혼합으로 명도와 채도가 평균값으로 지각이 났고 색료에 의해서 혼합의 것이 아니라 계시가법혼색에 속한다. 명도에 혼합되는 색 중 명도가 높은 색으로 좀 더 기울고, 여러 가지 색팽이나 완구류, 바람개비 등이 쉽게 볼 수 있는 혼합이다.